# Góra Marii (Pasmo Wolińskie)
Góra Marii – wzniesienie o wysokości 108,4 m n.p.m. na wyspie Wolin, na terenie Wolińskiego Parku Narodowego, położone w woj. zachodniopomorskim, w powiecie kamieńskim, w gminie Międzyzdroje.
Ok. 0,5 km na północ od wzniesienia przebiega droga wojewódzka nr 102.
Przed 1945 rokiem wzniesienie miało niemiecką nazwę Kahle Berg (pol. Łysa Góra). Natomiast położone 0,8 km na południowy zachód wzniesienie Wysoczyzna (102 m n.p.m.) nosiło nazwę niemiecką nazwę Marien Höhe (pol. Wzgórze Marii).